# Shi Zhonggui (peintre)
Shi Zhonggui (chinois traditionnel : 史忠貴 ; chinois simplifié : 史忠贵 ; pinyin : Shǐ Zhōngguì), parfois orthographié Shi ZhongGui ou Shi Zhong Gui est un artiste peintre, philosophe et poète Chinois né en 1954 à Chengdu dans la province du Sichuan, sous la République de Chine (1912-1949).
Ses tableaux peuvent être classés en deux catégories majeures : 
- Des peintures à l'encre de Chine et en couleurs sur du papier de riz évoquant les paysages tibétains.
- Des peintures à l'huile plus abstraites

Plusieurs de ses peintures sont visibles dans le monde actuellement, notamment à Los Angeles (Bamboolane Gallery) et Genève (l'Ancre Bleue).

## Biographie
À 16 ans, il devient peintre professionnel.
En 1978, il étudie intensivement la peinture traditionnelle à l’Académie des beaux-arts du Sichuan (zh) sous la direction de maîtres tels que Bi Jinji, He Fanghua et Deng Huanzhang. La même année, il écrit et publie plusieurs ouvrages de peinture et de poésie.
Dans les années 1990, il devient célèbre en Extrême-Orient. Sa biographie est citée dans de nombreux ouvrages de référence en art chinois et son travail est jugé exceptionnel par les critiques d’art en Thaïlande.
En 1994, le musée du Sichuan lui accorde l’honneur et le rare privilège d’être nommé artiste officiel.
En 1995, il reçoit la Médaille d’or du mérite au concours de l’Association des peintres chinois. La même année, il est invité au Japon, à Tokyo, par le gouvernement pour une exposition personnelle où il est reçu par le vice premier ministre.
En 1996, il est nommé professeur d'honneur au collège des beaux-Arts de l’Université du Sichuan.
En 1999, Shi Zhonggui expose pour la première fois à Paris (Galerie Kalliste 21) et à Genève (L’Ancre bleue).
En mai 2000, il est nommé membre de l’Académie Arts-Sciences-Lettres de France et reçoit la grande médaille de vermeil pour son travail. C’est la première fois depuis la création de l’Académie, en 1915, qu’un artiste de nationalité chinoise est distingué.

## Expositions
- 1973 	Hangzhou, Chine
- 1992 	Bangkok, Thaïlande
- 1993 	Guangzhou, Chine, First Art Fair of China
- 1995 	Tokyo, Japon, Ginza Art Gallery
- 1996 	Taipei, Taïwan, Jixianin Art Center
- 1997 	Taizhong, Taïwan, Dingfeng Art Gallery
- 1998 	Singapour, Tiandu Art Gallery[4]
- 1999 	Paris, France, galerie Kalliste 21
- 1999 	Genève, Suisse, galerie l’Ancre Bleue
- 2000 	Barcelone, Espagne
- 2000 	Londres, Royaume-Uni, Bloxham Galleries
- 2001 	Genève, Suisse, Galerie l’Ancre Bleue
- 2001 	Londres, Royaume-Uni, Bloxham Galleries
- 2002 	Tourgeville, France, Galerie de Tourgeville
- 2002 	Hambourg, Allemagne, Tecis Gallery
- 2003 	Paris, France, galerie Kalliste 21
- 2004 	Paris, France, Chart Galerie
- 2005 	Paris, France, galerie Art Contemporain
- 2005 	Genève, Suisse, galerie l’Ancre Bleue
- 2006 	Chengdu, Chine, musée d'art de la province du Sichuan (四川美术馆)
- 2007 	Pékin, Chine, 798 Art Zone,
- 2009 	Genève, Suisse, galerie l’Ancre Bleue
- 2010 	Los Angeles, États-Unis, Bamboo Lane
- 2010 	Hunan, Chine, académie de peinture de la province du Hunan
- 2014 	Genève, Suisse, Galerie l’Ancre Bleue